# Бюльбюль північний
Бюльбю́ль північний (Poliolophus urostictus) — вид горобцеподібних птахів родини бюльбюлевих (Pycnonotidae). Ендемік Філіппін. Єдиний представник монотипового роду Північний бюльбюль (Poliolophus).

## Підвиди
Виділяють п'ять підвидів:
- P. u. ilokensis (Rand & Rabor, 1967) — північний Лусон;
- P. u. urostictus (Salvadori, 1870) — центральний і південний Лусон, Катандуанес і острів Полілло;
- P. u. atricaudatus (Parkes, 1967) — острови Самар, Біліран, Лейте, Бохоль, Негрос і Панаон[en];
- P. u. philippensis Hachisuka, 1934 — острови Дінагат, Сіаргао[en], Букас-Гранде[en] і Мінданао (за винятком півострова Замбоанга);
- P. u. basilanicus Steere, 1890 — півострів Замбоанга на заході Мінданао і острів Басілан.

## Поширення і екологія
Північні бюльбюлі живуть у вологих рівнинних тропічних лісах Філіппін.